# Jani Möderndorfer
Jani (Janko) Möderndorfer, slovenski politik, * 3. oktober 1965, Ljubljana.
Trenutno je poslanec Državnega zbora Republike Slovenije.

## Življenjepis
Po poklicu je zdravstveni tehnik. Politično kariero je začel v Zveza socialistične mladine Slovenije, kjer je bil nekaj časa tudi zaposlen. Leta 1997 je bil izvoljen za podpredsednika Mestnega odbora LDS, leta 1998 pa je bil na njihovi listi izvoljen tudi za mestnega svetnika Mestnega sveta Mestne občine Ljubljana. Od leta 2002 do 2005 je bil v Liberalni demokraciji Slovenije tudi zaposlen. Na lokalnih volitvah leta 2006 je bil v Mestni svet Mestne občine Ljubljana izvoljen kot član Liste Zorana Jankoviča, v katero je pred tem prestopil. Od  2006 pa do 21. decembra 2011 je bil podžupan Ljubljane. 
Leta 2011 je bil na državnozborskih volitvah izvoljen za poslanca Pozitivne Slovenije, s potrditvijo poslanskega mandata mu je avtomatično prenehala funkcija podžupana. Istega dne pa je bil izvoljen za predsednika državnozborske mandatno-volilne komisije. Prav tako je postal vodja poslanske skupine Pozitivna Slovenija. 
Leta 2014, se je po kongresu Pozitivne Slovenije, stranka razdelila na dva dela, tako je bil pred državnozborskimi volitvami med soustanovitelji Zavezništva Alenke Bratušek, in bil na njihovi listi tudi izvoljen v državni zbor. Septembra leta 2015 je zapustil tako stranko Zavezništvo Alenke Bratušek kot tudi poslansko skupino ter se pridružil Stranki modernega centra. V letu 2018 mu ponovno potrdijo mandat poslanca, ko nadomesti Mira Cerarja, ki postane zunanji minister Republike Slovenije. Ker se je ob koncu mandata 13. vlade Republike Slovenije Miro Cerar odpovedal povratku v poslanske klopi, je poslanski mandat znova pripadel Möderndorferju. 15. maja 2020 je zaradi nestrinjanja izstopil iz Stranke modernega centra. in prestopil v poslansko skupino Liste Marjana Šarca. Pri LMŠ je kandidiral tudi leta 2022, a se stranki ni uspelo prebiti v državni zbor. Möderndorfer je v svojem okraju Ljubljana Bežigrad 2 prejel 713 oz. 4,81 % glasov.. 8. junija 2022 se je stranka LMŠ s celotnim članstvom pripojila k stranki Gibanje Svoboda.
S kariero v kar sedmih strankah velja za rekorderja med vidnejšimi politiki. Na očitke o pogostem prestopanju med strankami je odgovoril, da mu takšno vprašanje zastavljajo ljudje, ki jim je zmanjkalo argumentov.

### Šport
Leta 2010 je bil imenovan za začasnega, naslednje leto pa za rednega predsednika Košarkarskega kluba Union Olimpija, na položaju je ostal do julija, 2017.

### Zasebno
Poročen je s Tadejo Möderndorfer.